# NGC 215
NGC 215 es una galaxia lenticular localizada en la constelación de Fénix.